# Le Juge d'instruction
Le Juge d'instruction est une nouvelle de six pages d'Anton Tchekhov, publiée en 1887.

## Historique
Le Juge d'instruction est initialement publié dans la revue russe Le Journal de Pétersbourg, numéro 127, du 11 mai 1887, sous le pseudonyme A.Tchekhonte.
En 2011, Nuri Bilge Ceylan utilise cette nouvelle dans son film Il était une fois en Anatolie.

## Résumé
Un juge raconte à un médecin de campagne une histoire peu ordinaire : une femme avait prévue au jour près sa mort. Enceinte, elle affirmait que cela arriverait après l’accouchement.
Le juge n’a jamais rien trouvé pour expliquer le geste. Le médecin, qui sait « qu'il n'y a pas d'effet sans cause », pense qu’elle s’est suicidée par poison. De fil en aiguille, il découvre qu'elle avait découvert l'infidélité de son mari.
Le juge avoue que le mari, c’était lui. Il n’avait jamais imaginé qu'elle pourrait en arriver là. Il est anéanti. 

## Édition française
- Le Juge d'instruction, traduit par Édouard Parayre, Édition Gallimard, coll. « Bibliothèque de la Pléiade », 1970  (ISBN 2-07-010550-4)